# 처바너강거모그호

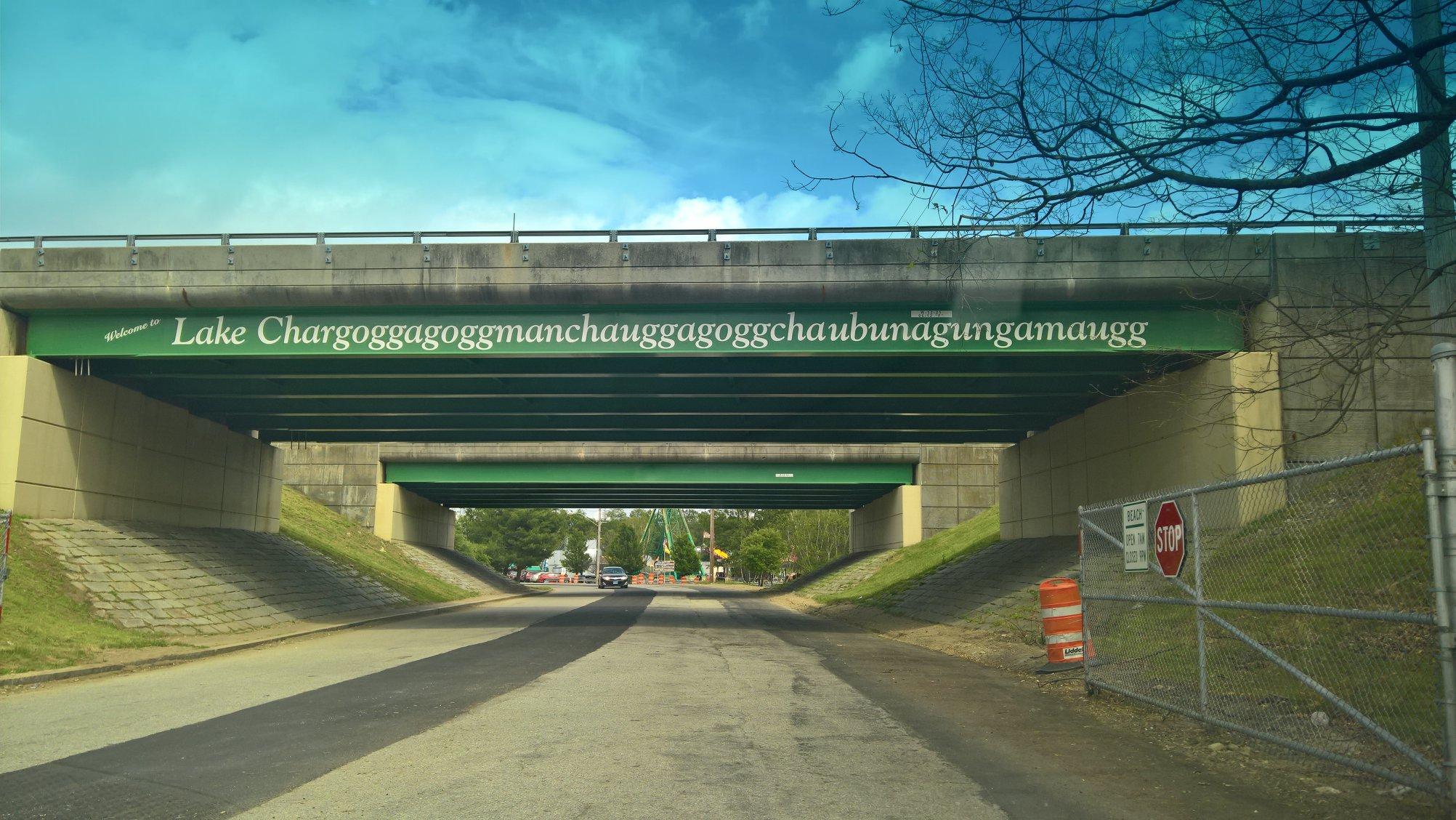

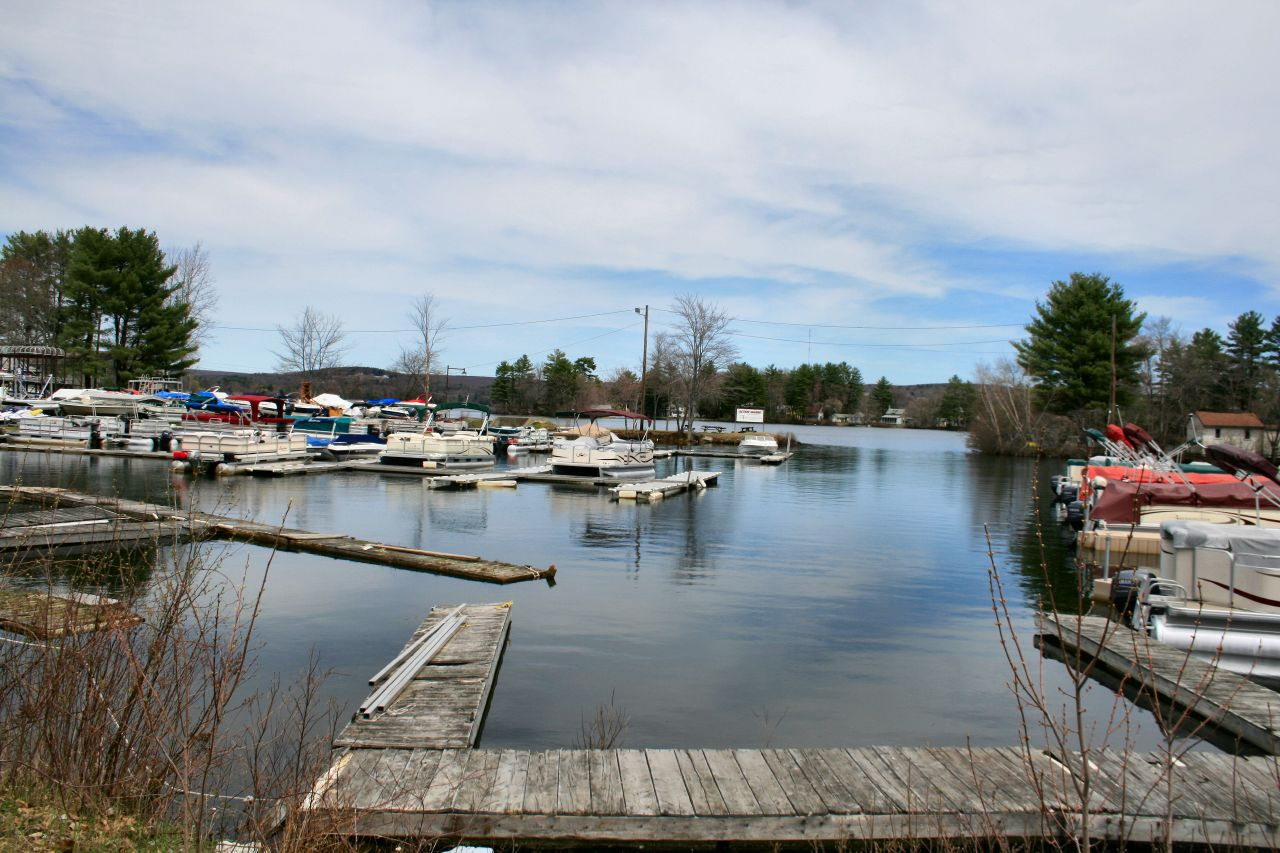

처바너강거모그 호수(Lake Chaubunagungamaug) 또는 웹스터 호수(Webster Lake)는 미국 매사추세츠주 웹스터 시에 있는 호수이다. 이 호수는 코네티컷주 접경 인근에 자리잡고 있으며, 면적은 5.83 km2이다. 이 이름은 알곤킨 언어인 님푸쿠어에서 유래되었으며, "칼을 가진 영국 사람들과 닙머크 인디언들이 경계 또는 중간 낚시 구역에 있다"을 뜻한다고 한다.
이 지명의 다른 표기는 45자로 된 Lake Chargoggagoggmanchauggagoggchaubunagungamaugg로 세계에서 가장 긴 이름으로 회자된다. 오늘날에는 대부분 '웹스터 호수'라고 칭하지만, 일부 사람들(웹스터 주민도 있다)은 긴 지명을 줄줄 읽는 것을 자랑스럽게 여기기도 한다.

## 같이 보기
- 긴 지명 목록
- 긴 낱말